# Vsèvolod Ràuzer
Vsèvolod Alfrèdovitx Ràuzer (16 d'octubre de 1908 – 29 de desembre de 1941, Leningrad) fou un mestre d'escacs soviètic-ucraïnès, conegut per les seves grans contribucions a la teoria d'obertures, especialment de la defensa siciliana. Fou una de les víctimes del setge de Leningrad.
|  |

## Resultats destacats en competició
Vsèvolod Ràuzer va empatar al primer lloc al Campionat d'Ucraïna de 1927 amb Aleksei Selezniov, contra qui va perdre el play off de desempat (però Ràuzer obtingué el títol de campió nacional perquè en Selezniov participava fora de concurs). Fou novament campió d'Ucraïna ex aequo el 1933. Fou sisè al 8è Campionat de l'URSS, celebrat a Leningrad el 1933, i guanyat pel futur Campió del món Mikhaïl Botvínnik. Fou cinquè al torneig de Leningrad 1935, guanyat per Vassili Panov, fou segon al Campionat de la ciutat de Leningrad de 1936 (rere Viatxeslav Ragozin), i empatà als llocs 1r-2n amb Vitali Txekhover a Leningrad 1936 (Torneig de Joves Mestres de Totes les Rússies).

## L'atac Richter-Ràuzer
|   | a | b | c | d | e | f | g | h |   |
| 8 | a8 negres torre · c8 negres alfil · d8 negres dama · e8 negres rei · f8 negres alfil · h8 negres torre · a7 negres peó · b7 negres peó · e7 negres peó · f7 negres peó · g7 negres peó · h7 negres peó · c6 negres cavall · d6 negres peó · f6 negres cavall · g5 blanques alfil · d4 blanques cavall · e4 blanques peó · c3 blanques cavall · a2 blanques peó · b2 blanques peó · c2 blanques peó · f2 blanques peó · g2 blanques peó · h2 blanques peó · a1 blanques torre · d1 blanques dama · e1 blanques rei · f1 blanques alfil · h1 blanques torre | a8 negres torre · c8 negres alfil · d8 negres dama · e8 negres rei · f8 negres alfil · h8 negres torre · a7 negres peó · b7 negres peó · e7 negres peó · f7 negres peó · g7 negres peó · h7 negres peó · c6 negres cavall · d6 negres peó · f6 negres cavall · g5 blanques alfil · d4 blanques cavall · e4 blanques peó · c3 blanques cavall · a2 blanques peó · b2 blanques peó · c2 blanques peó · f2 blanques peó · g2 blanques peó · h2 blanques peó · a1 blanques torre · d1 blanques dama · e1 blanques rei · f1 blanques alfil · h1 blanques torre | a8 negres torre · c8 negres alfil · d8 negres dama · e8 negres rei · f8 negres alfil · h8 negres torre · a7 negres peó · b7 negres peó · e7 negres peó · f7 negres peó · g7 negres peó · h7 negres peó · c6 negres cavall · d6 negres peó · f6 negres cavall · g5 blanques alfil · d4 blanques cavall · e4 blanques peó · c3 blanques cavall · a2 blanques peó · b2 blanques peó · c2 blanques peó · f2 blanques peó · g2 blanques peó · h2 blanques peó · a1 blanques torre · d1 blanques dama · e1 blanques rei · f1 blanques alfil · h1 blanques torre | a8 negres torre · c8 negres alfil · d8 negres dama · e8 negres rei · f8 negres alfil · h8 negres torre · a7 negres peó · b7 negres peó · e7 negres peó · f7 negres peó · g7 negres peó · h7 negres peó · c6 negres cavall · d6 negres peó · f6 negres cavall · g5 blanques alfil · d4 blanques cavall · e4 blanques peó · c3 blanques cavall · a2 blanques peó · b2 blanques peó · c2 blanques peó · f2 blanques peó · g2 blanques peó · h2 blanques peó · a1 blanques torre · d1 blanques dama · e1 blanques rei · f1 blanques alfil · h1 blanques torre | a8 negres torre · c8 negres alfil · d8 negres dama · e8 negres rei · f8 negres alfil · h8 negres torre · a7 negres peó · b7 negres peó · e7 negres peó · f7 negres peó · g7 negres peó · h7 negres peó · c6 negres cavall · d6 negres peó · f6 negres cavall · g5 blanques alfil · d4 blanques cavall · e4 blanques peó · c3 blanques cavall · a2 blanques peó · b2 blanques peó · c2 blanques peó · f2 blanques peó · g2 blanques peó · h2 blanques peó · a1 blanques torre · d1 blanques dama · e1 blanques rei · f1 blanques alfil · h1 blanques torre | a8 negres torre · c8 negres alfil · d8 negres dama · e8 negres rei · f8 negres alfil · h8 negres torre · a7 negres peó · b7 negres peó · e7 negres peó · f7 negres peó · g7 negres peó · h7 negres peó · c6 negres cavall · d6 negres peó · f6 negres cavall · g5 blanques alfil · d4 blanques cavall · e4 blanques peó · c3 blanques cavall · a2 blanques peó · b2 blanques peó · c2 blanques peó · f2 blanques peó · g2 blanques peó · h2 blanques peó · a1 blanques torre · d1 blanques dama · e1 blanques rei · f1 blanques alfil · h1 blanques torre | a8 negres torre · c8 negres alfil · d8 negres dama · e8 negres rei · f8 negres alfil · h8 negres torre · a7 negres peó · b7 negres peó · e7 negres peó · f7 negres peó · g7 negres peó · h7 negres peó · c6 negres cavall · d6 negres peó · f6 negres cavall · g5 blanques alfil · d4 blanques cavall · e4 blanques peó · c3 blanques cavall · a2 blanques peó · b2 blanques peó · c2 blanques peó · f2 blanques peó · g2 blanques peó · h2 blanques peó · a1 blanques torre · d1 blanques dama · e1 blanques rei · f1 blanques alfil · h1 blanques torre | a8 negres torre · c8 negres alfil · d8 negres dama · e8 negres rei · f8 negres alfil · h8 negres torre · a7 negres peó · b7 negres peó · e7 negres peó · f7 negres peó · g7 negres peó · h7 negres peó · c6 negres cavall · d6 negres peó · f6 negres cavall · g5 blanques alfil · d4 blanques cavall · e4 blanques peó · c3 blanques cavall · a2 blanques peó · b2 blanques peó · c2 blanques peó · f2 blanques peó · g2 blanques peó · h2 blanques peó · a1 blanques torre · d1 blanques dama · e1 blanques rei · f1 blanques alfil · h1 blanques torre | 8 |
| 7 | a8 negres torre · c8 negres alfil · d8 negres dama · e8 negres rei · f8 negres alfil · h8 negres torre · a7 negres peó · b7 negres peó · e7 negres peó · f7 negres peó · g7 negres peó · h7 negres peó · c6 negres cavall · d6 negres peó · f6 negres cavall · g5 blanques alfil · d4 blanques cavall · e4 blanques peó · c3 blanques cavall · a2 blanques peó · b2 blanques peó · c2 blanques peó · f2 blanques peó · g2 blanques peó · h2 blanques peó · a1 blanques torre · d1 blanques dama · e1 blanques rei · f1 blanques alfil · h1 blanques torre | a8 negres torre · c8 negres alfil · d8 negres dama · e8 negres rei · f8 negres alfil · h8 negres torre · a7 negres peó · b7 negres peó · e7 negres peó · f7 negres peó · g7 negres peó · h7 negres peó · c6 negres cavall · d6 negres peó · f6 negres cavall · g5 blanques alfil · d4 blanques cavall · e4 blanques peó · c3 blanques cavall · a2 blanques peó · b2 blanques peó · c2 blanques peó · f2 blanques peó · g2 blanques peó · h2 blanques peó · a1 blanques torre · d1 blanques dama · e1 blanques rei · f1 blanques alfil · h1 blanques torre | a8 negres torre · c8 negres alfil · d8 negres dama · e8 negres rei · f8 negres alfil · h8 negres torre · a7 negres peó · b7 negres peó · e7 negres peó · f7 negres peó · g7 negres peó · h7 negres peó · c6 negres cavall · d6 negres peó · f6 negres cavall · g5 blanques alfil · d4 blanques cavall · e4 blanques peó · c3 blanques cavall · a2 blanques peó · b2 blanques peó · c2 blanques peó · f2 blanques peó · g2 blanques peó · h2 blanques peó · a1 blanques torre · d1 blanques dama · e1 blanques rei · f1 blanques alfil · h1 blanques torre | a8 negres torre · c8 negres alfil · d8 negres dama · e8 negres rei · f8 negres alfil · h8 negres torre · a7 negres peó · b7 negres peó · e7 negres peó · f7 negres peó · g7 negres peó · h7 negres peó · c6 negres cavall · d6 negres peó · f6 negres cavall · g5 blanques alfil · d4 blanques cavall · e4 blanques peó · c3 blanques cavall · a2 blanques peó · b2 blanques peó · c2 blanques peó · f2 blanques peó · g2 blanques peó · h2 blanques peó · a1 blanques torre · d1 blanques dama · e1 blanques rei · f1 blanques alfil · h1 blanques torre | a8 negres torre · c8 negres alfil · d8 negres dama · e8 negres rei · f8 negres alfil · h8 negres torre · a7 negres peó · b7 negres peó · e7 negres peó · f7 negres peó · g7 negres peó · h7 negres peó · c6 negres cavall · d6 negres peó · f6 negres cavall · g5 blanques alfil · d4 blanques cavall · e4 blanques peó · c3 blanques cavall · a2 blanques peó · b2 blanques peó · c2 blanques peó · f2 blanques peó · g2 blanques peó · h2 blanques peó · a1 blanques torre · d1 blanques dama · e1 blanques rei · f1 blanques alfil · h1 blanques torre | a8 negres torre · c8 negres alfil · d8 negres dama · e8 negres rei · f8 negres alfil · h8 negres torre · a7 negres peó · b7 negres peó · e7 negres peó · f7 negres peó · g7 negres peó · h7 negres peó · c6 negres cavall · d6 negres peó · f6 negres cavall · g5 blanques alfil · d4 blanques cavall · e4 blanques peó · c3 blanques cavall · a2 blanques peó · b2 blanques peó · c2 blanques peó · f2 blanques peó · g2 blanques peó · h2 blanques peó · a1 blanques torre · d1 blanques dama · e1 blanques rei · f1 blanques alfil · h1 blanques torre | a8 negres torre · c8 negres alfil · d8 negres dama · e8 negres rei · f8 negres alfil · h8 negres torre · a7 negres peó · b7 negres peó · e7 negres peó · f7 negres peó · g7 negres peó · h7 negres peó · c6 negres cavall · d6 negres peó · f6 negres cavall · g5 blanques alfil · d4 blanques cavall · e4 blanques peó · c3 blanques cavall · a2 blanques peó · b2 blanques peó · c2 blanques peó · f2 blanques peó · g2 blanques peó · h2 blanques peó · a1 blanques torre · d1 blanques dama · e1 blanques rei · f1 blanques alfil · h1 blanques torre | a8 negres torre · c8 negres alfil · d8 negres dama · e8 negres rei · f8 negres alfil · h8 negres torre · a7 negres peó · b7 negres peó · e7 negres peó · f7 negres peó · g7 negres peó · h7 negres peó · c6 negres cavall · d6 negres peó · f6 negres cavall · g5 blanques alfil · d4 blanques cavall · e4 blanques peó · c3 blanques cavall · a2 blanques peó · b2 blanques peó · c2 blanques peó · f2 blanques peó · g2 blanques peó · h2 blanques peó · a1 blanques torre · d1 blanques dama · e1 blanques rei · f1 blanques alfil · h1 blanques torre | 7 |
| 6 | a8 negres torre · c8 negres alfil · d8 negres dama · e8 negres rei · f8 negres alfil · h8 negres torre · a7 negres peó · b7 negres peó · e7 negres peó · f7 negres peó · g7 negres peó · h7 negres peó · c6 negres cavall · d6 negres peó · f6 negres cavall · g5 blanques alfil · d4 blanques cavall · e4 blanques peó · c3 blanques cavall · a2 blanques peó · b2 blanques peó · c2 blanques peó · f2 blanques peó · g2 blanques peó · h2 blanques peó · a1 blanques torre · d1 blanques dama · e1 blanques rei · f1 blanques alfil · h1 blanques torre | a8 negres torre · c8 negres alfil · d8 negres dama · e8 negres rei · f8 negres alfil · h8 negres torre · a7 negres peó · b7 negres peó · e7 negres peó · f7 negres peó · g7 negres peó · h7 negres peó · c6 negres cavall · d6 negres peó · f6 negres cavall · g5 blanques alfil · d4 blanques cavall · e4 blanques peó · c3 blanques cavall · a2 blanques peó · b2 blanques peó · c2 blanques peó · f2 blanques peó · g2 blanques peó · h2 blanques peó · a1 blanques torre · d1 blanques dama · e1 blanques rei · f1 blanques alfil · h1 blanques torre | a8 negres torre · c8 negres alfil · d8 negres dama · e8 negres rei · f8 negres alfil · h8 negres torre · a7 negres peó · b7 negres peó · e7 negres peó · f7 negres peó · g7 negres peó · h7 negres peó · c6 negres cavall · d6 negres peó · f6 negres cavall · g5 blanques alfil · d4 blanques cavall · e4 blanques peó · c3 blanques cavall · a2 blanques peó · b2 blanques peó · c2 blanques peó · f2 blanques peó · g2 blanques peó · h2 blanques peó · a1 blanques torre · d1 blanques dama · e1 blanques rei · f1 blanques alfil · h1 blanques torre | a8 negres torre · c8 negres alfil · d8 negres dama · e8 negres rei · f8 negres alfil · h8 negres torre · a7 negres peó · b7 negres peó · e7 negres peó · f7 negres peó · g7 negres peó · h7 negres peó · c6 negres cavall · d6 negres peó · f6 negres cavall · g5 blanques alfil · d4 blanques cavall · e4 blanques peó · c3 blanques cavall · a2 blanques peó · b2 blanques peó · c2 blanques peó · f2 blanques peó · g2 blanques peó · h2 blanques peó · a1 blanques torre · d1 blanques dama · e1 blanques rei · f1 blanques alfil · h1 blanques torre | a8 negres torre · c8 negres alfil · d8 negres dama · e8 negres rei · f8 negres alfil · h8 negres torre · a7 negres peó · b7 negres peó · e7 negres peó · f7 negres peó · g7 negres peó · h7 negres peó · c6 negres cavall · d6 negres peó · f6 negres cavall · g5 blanques alfil · d4 blanques cavall · e4 blanques peó · c3 blanques cavall · a2 blanques peó · b2 blanques peó · c2 blanques peó · f2 blanques peó · g2 blanques peó · h2 blanques peó · a1 blanques torre · d1 blanques dama · e1 blanques rei · f1 blanques alfil · h1 blanques torre | a8 negres torre · c8 negres alfil · d8 negres dama · e8 negres rei · f8 negres alfil · h8 negres torre · a7 negres peó · b7 negres peó · e7 negres peó · f7 negres peó · g7 negres peó · h7 negres peó · c6 negres cavall · d6 negres peó · f6 negres cavall · g5 blanques alfil · d4 blanques cavall · e4 blanques peó · c3 blanques cavall · a2 blanques peó · b2 blanques peó · c2 blanques peó · f2 blanques peó · g2 blanques peó · h2 blanques peó · a1 blanques torre · d1 blanques dama · e1 blanques rei · f1 blanques alfil · h1 blanques torre | a8 negres torre · c8 negres alfil · d8 negres dama · e8 negres rei · f8 negres alfil · h8 negres torre · a7 negres peó · b7 negres peó · e7 negres peó · f7 negres peó · g7 negres peó · h7 negres peó · c6 negres cavall · d6 negres peó · f6 negres cavall · g5 blanques alfil · d4 blanques cavall · e4 blanques peó · c3 blanques cavall · a2 blanques peó · b2 blanques peó · c2 blanques peó · f2 blanques peó · g2 blanques peó · h2 blanques peó · a1 blanques torre · d1 blanques dama · e1 blanques rei · f1 blanques alfil · h1 blanques torre | a8 negres torre · c8 negres alfil · d8 negres dama · e8 negres rei · f8 negres alfil · h8 negres torre · a7 negres peó · b7 negres peó · e7 negres peó · f7 negres peó · g7 negres peó · h7 negres peó · c6 negres cavall · d6 negres peó · f6 negres cavall · g5 blanques alfil · d4 blanques cavall · e4 blanques peó · c3 blanques cavall · a2 blanques peó · b2 blanques peó · c2 blanques peó · f2 blanques peó · g2 blanques peó · h2 blanques peó · a1 blanques torre · d1 blanques dama · e1 blanques rei · f1 blanques alfil · h1 blanques torre | 6 |
| 5 | a8 negres torre · c8 negres alfil · d8 negres dama · e8 negres rei · f8 negres alfil · h8 negres torre · a7 negres peó · b7 negres peó · e7 negres peó · f7 negres peó · g7 negres peó · h7 negres peó · c6 negres cavall · d6 negres peó · f6 negres cavall · g5 blanques alfil · d4 blanques cavall · e4 blanques peó · c3 blanques cavall · a2 blanques peó · b2 blanques peó · c2 blanques peó · f2 blanques peó · g2 blanques peó · h2 blanques peó · a1 blanques torre · d1 blanques dama · e1 blanques rei · f1 blanques alfil · h1 blanques torre | a8 negres torre · c8 negres alfil · d8 negres dama · e8 negres rei · f8 negres alfil · h8 negres torre · a7 negres peó · b7 negres peó · e7 negres peó · f7 negres peó · g7 negres peó · h7 negres peó · c6 negres cavall · d6 negres peó · f6 negres cavall · g5 blanques alfil · d4 blanques cavall · e4 blanques peó · c3 blanques cavall · a2 blanques peó · b2 blanques peó · c2 blanques peó · f2 blanques peó · g2 blanques peó · h2 blanques peó · a1 blanques torre · d1 blanques dama · e1 blanques rei · f1 blanques alfil · h1 blanques torre | a8 negres torre · c8 negres alfil · d8 negres dama · e8 negres rei · f8 negres alfil · h8 negres torre · a7 negres peó · b7 negres peó · e7 negres peó · f7 negres peó · g7 negres peó · h7 negres peó · c6 negres cavall · d6 negres peó · f6 negres cavall · g5 blanques alfil · d4 blanques cavall · e4 blanques peó · c3 blanques cavall · a2 blanques peó · b2 blanques peó · c2 blanques peó · f2 blanques peó · g2 blanques peó · h2 blanques peó · a1 blanques torre · d1 blanques dama · e1 blanques rei · f1 blanques alfil · h1 blanques torre | a8 negres torre · c8 negres alfil · d8 negres dama · e8 negres rei · f8 negres alfil · h8 negres torre · a7 negres peó · b7 negres peó · e7 negres peó · f7 negres peó · g7 negres peó · h7 negres peó · c6 negres cavall · d6 negres peó · f6 negres cavall · g5 blanques alfil · d4 blanques cavall · e4 blanques peó · c3 blanques cavall · a2 blanques peó · b2 blanques peó · c2 blanques peó · f2 blanques peó · g2 blanques peó · h2 blanques peó · a1 blanques torre · d1 blanques dama · e1 blanques rei · f1 blanques alfil · h1 blanques torre | a8 negres torre · c8 negres alfil · d8 negres dama · e8 negres rei · f8 negres alfil · h8 negres torre · a7 negres peó · b7 negres peó · e7 negres peó · f7 negres peó · g7 negres peó · h7 negres peó · c6 negres cavall · d6 negres peó · f6 negres cavall · g5 blanques alfil · d4 blanques cavall · e4 blanques peó · c3 blanques cavall · a2 blanques peó · b2 blanques peó · c2 blanques peó · f2 blanques peó · g2 blanques peó · h2 blanques peó · a1 blanques torre · d1 blanques dama · e1 blanques rei · f1 blanques alfil · h1 blanques torre | a8 negres torre · c8 negres alfil · d8 negres dama · e8 negres rei · f8 negres alfil · h8 negres torre · a7 negres peó · b7 negres peó · e7 negres peó · f7 negres peó · g7 negres peó · h7 negres peó · c6 negres cavall · d6 negres peó · f6 negres cavall · g5 blanques alfil · d4 blanques cavall · e4 blanques peó · c3 blanques cavall · a2 blanques peó · b2 blanques peó · c2 blanques peó · f2 blanques peó · g2 blanques peó · h2 blanques peó · a1 blanques torre · d1 blanques dama · e1 blanques rei · f1 blanques alfil · h1 blanques torre | a8 negres torre · c8 negres alfil · d8 negres dama · e8 negres rei · f8 negres alfil · h8 negres torre · a7 negres peó · b7 negres peó · e7 negres peó · f7 negres peó · g7 negres peó · h7 negres peó · c6 negres cavall · d6 negres peó · f6 negres cavall · g5 blanques alfil · d4 blanques cavall · e4 blanques peó · c3 blanques cavall · a2 blanques peó · b2 blanques peó · c2 blanques peó · f2 blanques peó · g2 blanques peó · h2 blanques peó · a1 blanques torre · d1 blanques dama · e1 blanques rei · f1 blanques alfil · h1 blanques torre | a8 negres torre · c8 negres alfil · d8 negres dama · e8 negres rei · f8 negres alfil · h8 negres torre · a7 negres peó · b7 negres peó · e7 negres peó · f7 negres peó · g7 negres peó · h7 negres peó · c6 negres cavall · d6 negres peó · f6 negres cavall · g5 blanques alfil · d4 blanques cavall · e4 blanques peó · c3 blanques cavall · a2 blanques peó · b2 blanques peó · c2 blanques peó · f2 blanques peó · g2 blanques peó · h2 blanques peó · a1 blanques torre · d1 blanques dama · e1 blanques rei · f1 blanques alfil · h1 blanques torre | 5 |
| 4 | a8 negres torre · c8 negres alfil · d8 negres dama · e8 negres rei · f8 negres alfil · h8 negres torre · a7 negres peó · b7 negres peó · e7 negres peó · f7 negres peó · g7 negres peó · h7 negres peó · c6 negres cavall · d6 negres peó · f6 negres cavall · g5 blanques alfil · d4 blanques cavall · e4 blanques peó · c3 blanques cavall · a2 blanques peó · b2 blanques peó · c2 blanques peó · f2 blanques peó · g2 blanques peó · h2 blanques peó · a1 blanques torre · d1 blanques dama · e1 blanques rei · f1 blanques alfil · h1 blanques torre | a8 negres torre · c8 negres alfil · d8 negres dama · e8 negres rei · f8 negres alfil · h8 negres torre · a7 negres peó · b7 negres peó · e7 negres peó · f7 negres peó · g7 negres peó · h7 negres peó · c6 negres cavall · d6 negres peó · f6 negres cavall · g5 blanques alfil · d4 blanques cavall · e4 blanques peó · c3 blanques cavall · a2 blanques peó · b2 blanques peó · c2 blanques peó · f2 blanques peó · g2 blanques peó · h2 blanques peó · a1 blanques torre · d1 blanques dama · e1 blanques rei · f1 blanques alfil · h1 blanques torre | a8 negres torre · c8 negres alfil · d8 negres dama · e8 negres rei · f8 negres alfil · h8 negres torre · a7 negres peó · b7 negres peó · e7 negres peó · f7 negres peó · g7 negres peó · h7 negres peó · c6 negres cavall · d6 negres peó · f6 negres cavall · g5 blanques alfil · d4 blanques cavall · e4 blanques peó · c3 blanques cavall · a2 blanques peó · b2 blanques peó · c2 blanques peó · f2 blanques peó · g2 blanques peó · h2 blanques peó · a1 blanques torre · d1 blanques dama · e1 blanques rei · f1 blanques alfil · h1 blanques torre | a8 negres torre · c8 negres alfil · d8 negres dama · e8 negres rei · f8 negres alfil · h8 negres torre · a7 negres peó · b7 negres peó · e7 negres peó · f7 negres peó · g7 negres peó · h7 negres peó · c6 negres cavall · d6 negres peó · f6 negres cavall · g5 blanques alfil · d4 blanques cavall · e4 blanques peó · c3 blanques cavall · a2 blanques peó · b2 blanques peó · c2 blanques peó · f2 blanques peó · g2 blanques peó · h2 blanques peó · a1 blanques torre · d1 blanques dama · e1 blanques rei · f1 blanques alfil · h1 blanques torre | a8 negres torre · c8 negres alfil · d8 negres dama · e8 negres rei · f8 negres alfil · h8 negres torre · a7 negres peó · b7 negres peó · e7 negres peó · f7 negres peó · g7 negres peó · h7 negres peó · c6 negres cavall · d6 negres peó · f6 negres cavall · g5 blanques alfil · d4 blanques cavall · e4 blanques peó · c3 blanques cavall · a2 blanques peó · b2 blanques peó · c2 blanques peó · f2 blanques peó · g2 blanques peó · h2 blanques peó · a1 blanques torre · d1 blanques dama · e1 blanques rei · f1 blanques alfil · h1 blanques torre | a8 negres torre · c8 negres alfil · d8 negres dama · e8 negres rei · f8 negres alfil · h8 negres torre · a7 negres peó · b7 negres peó · e7 negres peó · f7 negres peó · g7 negres peó · h7 negres peó · c6 negres cavall · d6 negres peó · f6 negres cavall · g5 blanques alfil · d4 blanques cavall · e4 blanques peó · c3 blanques cavall · a2 blanques peó · b2 blanques peó · c2 blanques peó · f2 blanques peó · g2 blanques peó · h2 blanques peó · a1 blanques torre · d1 blanques dama · e1 blanques rei · f1 blanques alfil · h1 blanques torre | a8 negres torre · c8 negres alfil · d8 negres dama · e8 negres rei · f8 negres alfil · h8 negres torre · a7 negres peó · b7 negres peó · e7 negres peó · f7 negres peó · g7 negres peó · h7 negres peó · c6 negres cavall · d6 negres peó · f6 negres cavall · g5 blanques alfil · d4 blanques cavall · e4 blanques peó · c3 blanques cavall · a2 blanques peó · b2 blanques peó · c2 blanques peó · f2 blanques peó · g2 blanques peó · h2 blanques peó · a1 blanques torre · d1 blanques dama · e1 blanques rei · f1 blanques alfil · h1 blanques torre | a8 negres torre · c8 negres alfil · d8 negres dama · e8 negres rei · f8 negres alfil · h8 negres torre · a7 negres peó · b7 negres peó · e7 negres peó · f7 negres peó · g7 negres peó · h7 negres peó · c6 negres cavall · d6 negres peó · f6 negres cavall · g5 blanques alfil · d4 blanques cavall · e4 blanques peó · c3 blanques cavall · a2 blanques peó · b2 blanques peó · c2 blanques peó · f2 blanques peó · g2 blanques peó · h2 blanques peó · a1 blanques torre · d1 blanques dama · e1 blanques rei · f1 blanques alfil · h1 blanques torre | 4 |
| 3 | a8 negres torre · c8 negres alfil · d8 negres dama · e8 negres rei · f8 negres alfil · h8 negres torre · a7 negres peó · b7 negres peó · e7 negres peó · f7 negres peó · g7 negres peó · h7 negres peó · c6 negres cavall · d6 negres peó · f6 negres cavall · g5 blanques alfil · d4 blanques cavall · e4 blanques peó · c3 blanques cavall · a2 blanques peó · b2 blanques peó · c2 blanques peó · f2 blanques peó · g2 blanques peó · h2 blanques peó · a1 blanques torre · d1 blanques dama · e1 blanques rei · f1 blanques alfil · h1 blanques torre | a8 negres torre · c8 negres alfil · d8 negres dama · e8 negres rei · f8 negres alfil · h8 negres torre · a7 negres peó · b7 negres peó · e7 negres peó · f7 negres peó · g7 negres peó · h7 negres peó · c6 negres cavall · d6 negres peó · f6 negres cavall · g5 blanques alfil · d4 blanques cavall · e4 blanques peó · c3 blanques cavall · a2 blanques peó · b2 blanques peó · c2 blanques peó · f2 blanques peó · g2 blanques peó · h2 blanques peó · a1 blanques torre · d1 blanques dama · e1 blanques rei · f1 blanques alfil · h1 blanques torre | a8 negres torre · c8 negres alfil · d8 negres dama · e8 negres rei · f8 negres alfil · h8 negres torre · a7 negres peó · b7 negres peó · e7 negres peó · f7 negres peó · g7 negres peó · h7 negres peó · c6 negres cavall · d6 negres peó · f6 negres cavall · g5 blanques alfil · d4 blanques cavall · e4 blanques peó · c3 blanques cavall · a2 blanques peó · b2 blanques peó · c2 blanques peó · f2 blanques peó · g2 blanques peó · h2 blanques peó · a1 blanques torre · d1 blanques dama · e1 blanques rei · f1 blanques alfil · h1 blanques torre | a8 negres torre · c8 negres alfil · d8 negres dama · e8 negres rei · f8 negres alfil · h8 negres torre · a7 negres peó · b7 negres peó · e7 negres peó · f7 negres peó · g7 negres peó · h7 negres peó · c6 negres cavall · d6 negres peó · f6 negres cavall · g5 blanques alfil · d4 blanques cavall · e4 blanques peó · c3 blanques cavall · a2 blanques peó · b2 blanques peó · c2 blanques peó · f2 blanques peó · g2 blanques peó · h2 blanques peó · a1 blanques torre · d1 blanques dama · e1 blanques rei · f1 blanques alfil · h1 blanques torre | a8 negres torre · c8 negres alfil · d8 negres dama · e8 negres rei · f8 negres alfil · h8 negres torre · a7 negres peó · b7 negres peó · e7 negres peó · f7 negres peó · g7 negres peó · h7 negres peó · c6 negres cavall · d6 negres peó · f6 negres cavall · g5 blanques alfil · d4 blanques cavall · e4 blanques peó · c3 blanques cavall · a2 blanques peó · b2 blanques peó · c2 blanques peó · f2 blanques peó · g2 blanques peó · h2 blanques peó · a1 blanques torre · d1 blanques dama · e1 blanques rei · f1 blanques alfil · h1 blanques torre | a8 negres torre · c8 negres alfil · d8 negres dama · e8 negres rei · f8 negres alfil · h8 negres torre · a7 negres peó · b7 negres peó · e7 negres peó · f7 negres peó · g7 negres peó · h7 negres peó · c6 negres cavall · d6 negres peó · f6 negres cavall · g5 blanques alfil · d4 blanques cavall · e4 blanques peó · c3 blanques cavall · a2 blanques peó · b2 blanques peó · c2 blanques peó · f2 blanques peó · g2 blanques peó · h2 blanques peó · a1 blanques torre · d1 blanques dama · e1 blanques rei · f1 blanques alfil · h1 blanques torre | a8 negres torre · c8 negres alfil · d8 negres dama · e8 negres rei · f8 negres alfil · h8 negres torre · a7 negres peó · b7 negres peó · e7 negres peó · f7 negres peó · g7 negres peó · h7 negres peó · c6 negres cavall · d6 negres peó · f6 negres cavall · g5 blanques alfil · d4 blanques cavall · e4 blanques peó · c3 blanques cavall · a2 blanques peó · b2 blanques peó · c2 blanques peó · f2 blanques peó · g2 blanques peó · h2 blanques peó · a1 blanques torre · d1 blanques dama · e1 blanques rei · f1 blanques alfil · h1 blanques torre | a8 negres torre · c8 negres alfil · d8 negres dama · e8 negres rei · f8 negres alfil · h8 negres torre · a7 negres peó · b7 negres peó · e7 negres peó · f7 negres peó · g7 negres peó · h7 negres peó · c6 negres cavall · d6 negres peó · f6 negres cavall · g5 blanques alfil · d4 blanques cavall · e4 blanques peó · c3 blanques cavall · a2 blanques peó · b2 blanques peó · c2 blanques peó · f2 blanques peó · g2 blanques peó · h2 blanques peó · a1 blanques torre · d1 blanques dama · e1 blanques rei · f1 blanques alfil · h1 blanques torre | 3 |
| 2 | a8 negres torre · c8 negres alfil · d8 negres dama · e8 negres rei · f8 negres alfil · h8 negres torre · a7 negres peó · b7 negres peó · e7 negres peó · f7 negres peó · g7 negres peó · h7 negres peó · c6 negres cavall · d6 negres peó · f6 negres cavall · g5 blanques alfil · d4 blanques cavall · e4 blanques peó · c3 blanques cavall · a2 blanques peó · b2 blanques peó · c2 blanques peó · f2 blanques peó · g2 blanques peó · h2 blanques peó · a1 blanques torre · d1 blanques dama · e1 blanques rei · f1 blanques alfil · h1 blanques torre | a8 negres torre · c8 negres alfil · d8 negres dama · e8 negres rei · f8 negres alfil · h8 negres torre · a7 negres peó · b7 negres peó · e7 negres peó · f7 negres peó · g7 negres peó · h7 negres peó · c6 negres cavall · d6 negres peó · f6 negres cavall · g5 blanques alfil · d4 blanques cavall · e4 blanques peó · c3 blanques cavall · a2 blanques peó · b2 blanques peó · c2 blanques peó · f2 blanques peó · g2 blanques peó · h2 blanques peó · a1 blanques torre · d1 blanques dama · e1 blanques rei · f1 blanques alfil · h1 blanques torre | a8 negres torre · c8 negres alfil · d8 negres dama · e8 negres rei · f8 negres alfil · h8 negres torre · a7 negres peó · b7 negres peó · e7 negres peó · f7 negres peó · g7 negres peó · h7 negres peó · c6 negres cavall · d6 negres peó · f6 negres cavall · g5 blanques alfil · d4 blanques cavall · e4 blanques peó · c3 blanques cavall · a2 blanques peó · b2 blanques peó · c2 blanques peó · f2 blanques peó · g2 blanques peó · h2 blanques peó · a1 blanques torre · d1 blanques dama · e1 blanques rei · f1 blanques alfil · h1 blanques torre | a8 negres torre · c8 negres alfil · d8 negres dama · e8 negres rei · f8 negres alfil · h8 negres torre · a7 negres peó · b7 negres peó · e7 negres peó · f7 negres peó · g7 negres peó · h7 negres peó · c6 negres cavall · d6 negres peó · f6 negres cavall · g5 blanques alfil · d4 blanques cavall · e4 blanques peó · c3 blanques cavall · a2 blanques peó · b2 blanques peó · c2 blanques peó · f2 blanques peó · g2 blanques peó · h2 blanques peó · a1 blanques torre · d1 blanques dama · e1 blanques rei · f1 blanques alfil · h1 blanques torre | a8 negres torre · c8 negres alfil · d8 negres dama · e8 negres rei · f8 negres alfil · h8 negres torre · a7 negres peó · b7 negres peó · e7 negres peó · f7 negres peó · g7 negres peó · h7 negres peó · c6 negres cavall · d6 negres peó · f6 negres cavall · g5 blanques alfil · d4 blanques cavall · e4 blanques peó · c3 blanques cavall · a2 blanques peó · b2 blanques peó · c2 blanques peó · f2 blanques peó · g2 blanques peó · h2 blanques peó · a1 blanques torre · d1 blanques dama · e1 blanques rei · f1 blanques alfil · h1 blanques torre | a8 negres torre · c8 negres alfil · d8 negres dama · e8 negres rei · f8 negres alfil · h8 negres torre · a7 negres peó · b7 negres peó · e7 negres peó · f7 negres peó · g7 negres peó · h7 negres peó · c6 negres cavall · d6 negres peó · f6 negres cavall · g5 blanques alfil · d4 blanques cavall · e4 blanques peó · c3 blanques cavall · a2 blanques peó · b2 blanques peó · c2 blanques peó · f2 blanques peó · g2 blanques peó · h2 blanques peó · a1 blanques torre · d1 blanques dama · e1 blanques rei · f1 blanques alfil · h1 blanques torre | a8 negres torre · c8 negres alfil · d8 negres dama · e8 negres rei · f8 negres alfil · h8 negres torre · a7 negres peó · b7 negres peó · e7 negres peó · f7 negres peó · g7 negres peó · h7 negres peó · c6 negres cavall · d6 negres peó · f6 negres cavall · g5 blanques alfil · d4 blanques cavall · e4 blanques peó · c3 blanques cavall · a2 blanques peó · b2 blanques peó · c2 blanques peó · f2 blanques peó · g2 blanques peó · h2 blanques peó · a1 blanques torre · d1 blanques dama · e1 blanques rei · f1 blanques alfil · h1 blanques torre | a8 negres torre · c8 negres alfil · d8 negres dama · e8 negres rei · f8 negres alfil · h8 negres torre · a7 negres peó · b7 negres peó · e7 negres peó · f7 negres peó · g7 negres peó · h7 negres peó · c6 negres cavall · d6 negres peó · f6 negres cavall · g5 blanques alfil · d4 blanques cavall · e4 blanques peó · c3 blanques cavall · a2 blanques peó · b2 blanques peó · c2 blanques peó · f2 blanques peó · g2 blanques peó · h2 blanques peó · a1 blanques torre · d1 blanques dama · e1 blanques rei · f1 blanques alfil · h1 blanques torre | 2 |
| 1 | a8 negres torre · c8 negres alfil · d8 negres dama · e8 negres rei · f8 negres alfil · h8 negres torre · a7 negres peó · b7 negres peó · e7 negres peó · f7 negres peó · g7 negres peó · h7 negres peó · c6 negres cavall · d6 negres peó · f6 negres cavall · g5 blanques alfil · d4 blanques cavall · e4 blanques peó · c3 blanques cavall · a2 blanques peó · b2 blanques peó · c2 blanques peó · f2 blanques peó · g2 blanques peó · h2 blanques peó · a1 blanques torre · d1 blanques dama · e1 blanques rei · f1 blanques alfil · h1 blanques torre | a8 negres torre · c8 negres alfil · d8 negres dama · e8 negres rei · f8 negres alfil · h8 negres torre · a7 negres peó · b7 negres peó · e7 negres peó · f7 negres peó · g7 negres peó · h7 negres peó · c6 negres cavall · d6 negres peó · f6 negres cavall · g5 blanques alfil · d4 blanques cavall · e4 blanques peó · c3 blanques cavall · a2 blanques peó · b2 blanques peó · c2 blanques peó · f2 blanques peó · g2 blanques peó · h2 blanques peó · a1 blanques torre · d1 blanques dama · e1 blanques rei · f1 blanques alfil · h1 blanques torre | a8 negres torre · c8 negres alfil · d8 negres dama · e8 negres rei · f8 negres alfil · h8 negres torre · a7 negres peó · b7 negres peó · e7 negres peó · f7 negres peó · g7 negres peó · h7 negres peó · c6 negres cavall · d6 negres peó · f6 negres cavall · g5 blanques alfil · d4 blanques cavall · e4 blanques peó · c3 blanques cavall · a2 blanques peó · b2 blanques peó · c2 blanques peó · f2 blanques peó · g2 blanques peó · h2 blanques peó · a1 blanques torre · d1 blanques dama · e1 blanques rei · f1 blanques alfil · h1 blanques torre | a8 negres torre · c8 negres alfil · d8 negres dama · e8 negres rei · f8 negres alfil · h8 negres torre · a7 negres peó · b7 negres peó · e7 negres peó · f7 negres peó · g7 negres peó · h7 negres peó · c6 negres cavall · d6 negres peó · f6 negres cavall · g5 blanques alfil · d4 blanques cavall · e4 blanques peó · c3 blanques cavall · a2 blanques peó · b2 blanques peó · c2 blanques peó · f2 blanques peó · g2 blanques peó · h2 blanques peó · a1 blanques torre · d1 blanques dama · e1 blanques rei · f1 blanques alfil · h1 blanques torre | a8 negres torre · c8 negres alfil · d8 negres dama · e8 negres rei · f8 negres alfil · h8 negres torre · a7 negres peó · b7 negres peó · e7 negres peó · f7 negres peó · g7 negres peó · h7 negres peó · c6 negres cavall · d6 negres peó · f6 negres cavall · g5 blanques alfil · d4 blanques cavall · e4 blanques peó · c3 blanques cavall · a2 blanques peó · b2 blanques peó · c2 blanques peó · f2 blanques peó · g2 blanques peó · h2 blanques peó · a1 blanques torre · d1 blanques dama · e1 blanques rei · f1 blanques alfil · h1 blanques torre | a8 negres torre · c8 negres alfil · d8 negres dama · e8 negres rei · f8 negres alfil · h8 negres torre · a7 negres peó · b7 negres peó · e7 negres peó · f7 negres peó · g7 negres peó · h7 negres peó · c6 negres cavall · d6 negres peó · f6 negres cavall · g5 blanques alfil · d4 blanques cavall · e4 blanques peó · c3 blanques cavall · a2 blanques peó · b2 blanques peó · c2 blanques peó · f2 blanques peó · g2 blanques peó · h2 blanques peó · a1 blanques torre · d1 blanques dama · e1 blanques rei · f1 blanques alfil · h1 blanques torre | a8 negres torre · c8 negres alfil · d8 negres dama · e8 negres rei · f8 negres alfil · h8 negres torre · a7 negres peó · b7 negres peó · e7 negres peó · f7 negres peó · g7 negres peó · h7 negres peó · c6 negres cavall · d6 negres peó · f6 negres cavall · g5 blanques alfil · d4 blanques cavall · e4 blanques peó · c3 blanques cavall · a2 blanques peó · b2 blanques peó · c2 blanques peó · f2 blanques peó · g2 blanques peó · h2 blanques peó · a1 blanques torre · d1 blanques dama · e1 blanques rei · f1 blanques alfil · h1 blanques torre | a8 negres torre · c8 negres alfil · d8 negres dama · e8 negres rei · f8 negres alfil · h8 negres torre · a7 negres peó · b7 negres peó · e7 negres peó · f7 negres peó · g7 negres peó · h7 negres peó · c6 negres cavall · d6 negres peó · f6 negres cavall · g5 blanques alfil · d4 blanques cavall · e4 blanques peó · c3 blanques cavall · a2 blanques peó · b2 blanques peó · c2 blanques peó · f2 blanques peó · g2 blanques peó · h2 blanques peó · a1 blanques torre · d1 blanques dama · e1 blanques rei · f1 blanques alfil · h1 blanques torre | 1 |
|   | a | b | c | d | e | f | g | h |   |

Vsèvolod Ràuzer és molt conegut per la seva dedicació al desenvolupament de la teoria d'obertures. La variant Richter–Ràuzer de la defensa siciliana (també coneguda com a Atac Richter-Ràuzer), s'anomena així en honor seu, compartit amb el mestre alemany Kurt Richter.